# Kępa Wielka
Kępa Wielka – wieś w Polsce położona w województwie wielkopolskim, w powiecie średzkim, w gminie Zaniemyśl.
W latach 1975–1998 miejscowość administracyjnie należała do województwa poznańskiego.